# Swardeston
Swardeston – wieś w Anglii, w hrabstwie Norfolk, w dystrykcie South Norfolk. Leży 7 km na południowy zachód od Norwich i 152 km na północny wschód od Londynu. Miejscowość liczy 540 mieszkańców.